# Darāj (ort)
Darāj (persiska: دراج, Dārej) är en ort i Iran.   Den ligger i provinsen Khorasan, i den östra delen av landet, 800 km öster om huvudstaden Teheran. Darāj ligger 2 219 meter över havet och antalet invånare är 242.
Terrängen runt Darāj är kuperad norrut, men söderut är den platt. Terrängen runt Darāj sluttar västerut. Runt Darāj är det glesbefolkat, med 12 invånare per kvadratkilometer. Närmaste större samhälle är Naqenj, 11,5 km sydväst om Darāj. Omgivningarna runt Darāj är i huvudsak ett öppet busklandskap.